# 布盧斯普林斯-懷莫爾鎮區 (內布拉斯加州蓋奇縣)
布盧斯普林斯-懷莫爾鎮區（英語：Blue Springs-Wymore Township）是位於美國內布拉斯加州蓋奇縣的一個行政鎮區。

## 地方資料
布盧斯普林斯-懷莫爾鎮區的面積為93.37平方千米，當中陸地面積為93.30平方千米，而水域面積為0.07平方千米。根據2020年美國人口普查的數據，當地共有人口1773人，而人口密度為每平方千米18.99人。